# Vlag van Castricum

Vlag van de gemeente Castricum
(sinds 2004)

Vlag van de gemeente Castricum
(1968-2004)

Afgewezen vlagontwerp (2004)

De vlag van Castricum is op 24 februari 2004 vastgesteld als de gemeentelijke vlag van de Noord-Hollandse gemeente Castricum. Deze vlag verving een voorgaande en werd ingesteld vanwege uitbreiding van de gemeente met Akersloot en Limmen. De vlag kan als volgt worden beschreven:
Drie verticale banen van gelijke breedte in de kleuren blauw-geel-groen, waarbij in de gele baan het gemeentewapen is afgebeeld.
De kleuren van de banen zijn ontleend aan die van het gemeentewapen, dat in zijn geheel in de middelste baan is afgebeeld. De gemeenteraad wilde een vlag met drie kleuren, dus zonder wapen. De Hoge Raad van Adel vond dat te eenvoudig en niet uniek voor Castricum en kwam met een tegenvoorstel: de driekleur met een tak met groene blaadjes zoals die ook in het wapen voorkomt op de middelste baan, als symbool voor de gevarieerde vegetatie in het gebied en de teelt van diverse gewassen. Dat voorstel werd door de gemeenteraad verworpen en uiteindelijk werd de huidige vlag aangenomen.

## Voorgaande vlag
Op 2 juli 1968 werd een vlag met de volgende beschrijving vastgesteld als gemeentelijke vlag:
In de broeking vier banen van gelijke hoogte in geel en blauw, in het uitwaaiende deel vier banen van gelijke hoogte in groen en wit.
Dit waren de kleuren van het toenmalige gemeentewapen dat in 1816 was verleend. De vlag was ontworpen door C. Druif, heraldicus en inwoner van de gemeente.

### Verwante afbeeldingen

Wapen van Castricum (2003)
Wapen van Castricum (1816)

Aalsmeer · Alkmaar · Amstelveen · Amsterdam · Bergen · Beverwijk · Blaricum · Bloemendaal · Castricum · Den Helder · Diemen · Dijk en Waard · Drechterland · Edam-Volendam · Enkhuizen · Gooise Meren · Haarlem · Haarlemmermeer · Heemskerk · Heemstede · Heiloo · Hilversum · Hollands Kroon · Hoorn · Huizen · Koggenland · Landsmeer · Laren · Medemblik · Oostzaan · Opmeer · Ouder-Amstel · Purmerend · Schagen · Stede Broec · Texel · Uitgeest · Uithoorn · Velsen · Waterland · Wijdemeren · Wormerland · Zaanstad · Zandvoort